# Святі херсонеські єпископи
Святі єпископи, що в Херсоні (4 століття) — це сім святих грецьких єпископів м. Херсонес (Корсунь) в Криму:
- Святий Василій чудотворець, мученик
- Святий Єфрем, мученик
- Святий Євгеній, мученик
- Святий Елпідій, мученик
- Святий Агатодор, мученик
- Святий Етерій
- Святий Капітон, мученик

У 300 році прибули на Кримський півострів два єпископи — Василій і Єфрем. Згодом Єфрем пішов проповідувати Христову віру до скитів, що жили над Дунаєм, які пізніше зарубали його мечем.
Василій проповідував у Херсоні (Корсуні), де багато людей прийняли св. Хрещення. Але погани напали на владику, побили його і вигнали з міста. Через якийсь час у Херсоні помер син знатного громадянина, якому Василій молитвою повернув життя. Стривожені таким чудом, погани каменували Василія, а тіло кинули на поживу звірам. Але тварини навіть не торкнулися його, а вночі над ним світила ясна зоря.
Невдовзі погани замучили ще трьох єпископів Херсону: Євгенія, Елпідія і Агатодора. Наступний владика Етерій, домігся вільного визнання Христової віри, а потім єпископом став Капітон, якого погани втопили в морі.
- День пам'яті — 7 березня

## Джерело
- Рубрика Покуття. Календар і життя святих.[недоступне посилання з липня 2019] (дозвіл отримано 9.01.2007)